# هول‌اسلوت
هول‌اسلوت (به هلندی: Holsloot) یک منطقهٔ مسکونی در هلند است که در کوفوردن واقع شده‌است. هول‌اسلوت ۱۸۰ نفر جمعیت دارد.